# سینوپلیوسور
سینوپلیوسور (نام علمی: Sinopliosaurus) نام یک سرده از راسته نزدیک‌به‌خزندگان است.